# Las Lomas, San Luis Potosí
Las Lomas är en ort i Mexiko.   Den ligger i kommunen Tanquián de Escobedo och delstaten San Luis Potosí, i den sydöstra delen av landet, 250 km norr om huvudstaden Mexico City. Las Lomas ligger 68 meter över havet och antalet invånare är 938.
Terrängen runt Las Lomas är platt, och sluttar österut. Runt Las Lomas är det ganska tätbefolkat, med 60 invånare per kvadratkilometer. Närmaste större samhälle är Tanquián de Escobedo, 4,7 km sydost om Las Lomas. Trakten runt Las Lomas består till största delen av jordbruksmark.